# Castrul roman de la Comărnicel (1)
Castrul roman se găsește pe teritoriul orașului Petrila, județul Hunedoara, Transilvania.